# Matthias Gleitze

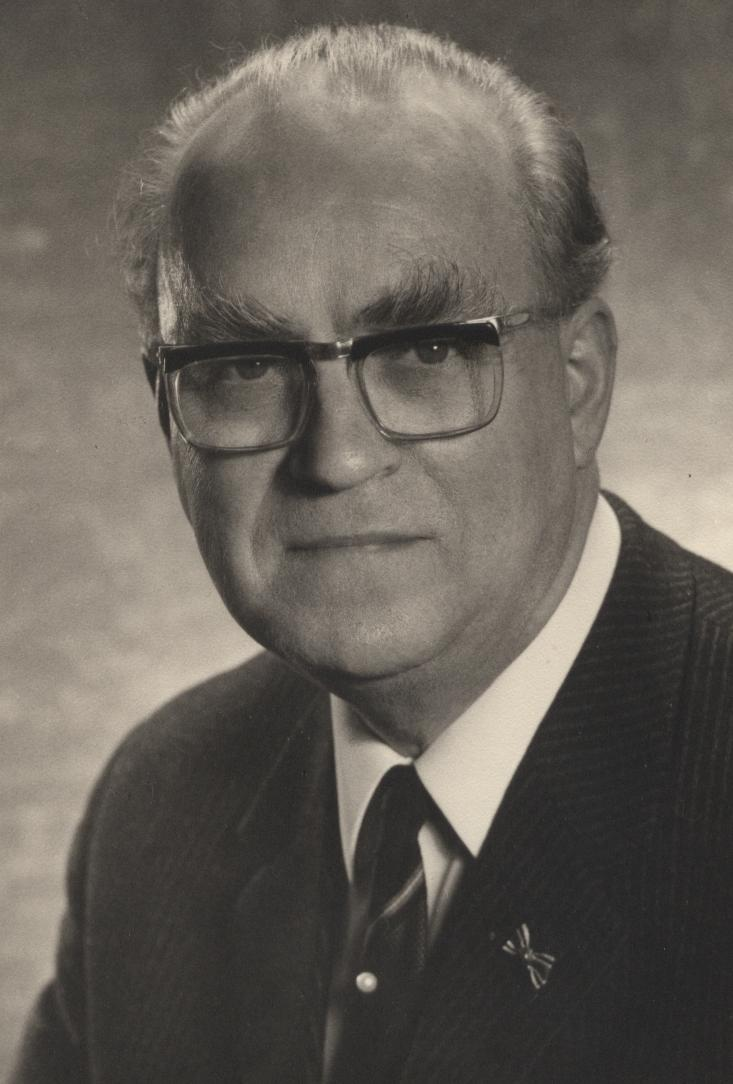
Matthias Gleitze (1968)

Matthias Gleitze (* 31. Dezember 1902 in Seeburg; † 25. Oktober 1989 in Duderstadt; vollständiger Name: Matthias Otto Gleitze) war ein deutscher Kommunalpolitiker und Buchautor.

## Leben
Gleitze, Sohn eines Försters, studierte von 1922 bis 1925 Theologie, Philosophie und Nationalökonomie an den Universitäten in Würzburg, München und Göttingen. 1922 trat er in die katholische Studentenverbindung W.K.St.V. Unitas München ein. Sein Studium schloss er als Diplom-Volkswirt ab und promovierte 1927 an der Universität Rostock zum Doktor rerum politicarum. Bis 1933 engagierte er sich politisch in der katholischen Zentrumspartei in Hannover und kämpfte aktiv als Parteiredner gegen die NSDAP. Dies führte nach dem Machtantritt Adolf Hitlers 1933 zu seiner fristlosen Entlassung aus seiner Stellung als Referent beim Landeshauptmann in der Verwaltung der preußischen Provinz Hannover. Durch seine Mitgliedschaft im Verband der wissenschaftlichen katholischen Studentenvereine Unitas brachte ihn ein Bundesbruder nach eineinhalb Jahren Arbeitslosigkeit in einer Versicherungsgesellschaft unter. Während der gesamten Zeit im Dritten Reich machte er aus seiner Gegnerschaft gegen die Naziherrschaft nie ein Hehl und brachte sich dadurch mehrfach in Gefahr. Nach Beendigung des Zweiten Weltkrieges wurde er 1947 als politisch Geschädigter des NS-Regimes wieder in den Öffentlichen Dienst als Referent im Niedersächsischen Wirtschafts- und Verkehrsministerium eingestellt. 1948 wählte ihn der Kreistag des Landkreises Duderstadt/Niedersachsen zum Oberkreisdirektor (Chef der Landkreisverwaltung). Dieses Amt bekleidete er bis zu seiner Pensionierung im Jahre 1967. Von 1968 bis 1972 war er Kreistagsabgeordneter im Landkreis Duderstadt und von 1981 bis 1986 Ratsherr der Stadt Duderstadt, jeweils in der CDU-Fraktion.

## Auszeichnungen
- Goldenes Jerusalem-Ehrenkreuz, 1962
- Goldenes Ehrenabzeichen der Bundesverkehrswacht, 1962
- Kreisheimatplakette des Untereichsfeldes („Goldene Mark“), 1964
- Goldenes Verdienstabzeichen als höchste Auszeichnung des kaiserlich japanischen Reichsjagdverbandes, 1964
- Verdienstmedaille des Bundes der Eichsfelder Vereine, 1966
- Bundesverdienstkreuz I. Klasse, 1967
- Ehrenmitgliedschaft im katholischen Augustinerorden, 1967
- Ehrenabzeichen in Gold mit Eichenkranz der Bundesverkehrswacht, 1970
- Ehrenbürgerschaft der Gemeinde Seeburg, Landkreis Göttingen, 1972
- Goldene Verdienstplakette der Landesjägerschaft Niedersachsen, 1972
- Verdienstnadel in massivem Gold als höchste Auszeichnung des Deutschen Jagdschutzverbandes, 1976
- Goldenes Lorbeerblatt der Bundesverkehrswacht, 1982
- Benennung eines Landschaftsaussichtspunktes am Sonnenberg bei Seeburg als Dr.-Matthias-Gleitze-Platz, 1999

## Schriften
- Die Verteilung und Bedeutung der Betriebsgrößen in der Landwirtschaft des Kreises Duderstadt im Rahmen der allgemeinen Agrarverhältnisse. Dissertation Universität Rostock, Mecke, Duderstadt 1927
- Als Pilger im Heiligen Lande., Hövener, Duderstadt 1962
- Zwei Eichsfelder bei der XVIII. Olympiade in Tokio., Hövener, Duderstadt 1964
- Kongo-Kinshasa, Zaire, das grüne Herz Afrikas, ein Eichsfelder als Missionshelfer., Hövener, Duderstadt 1971
- Mitautor des Buches Geschichte der Gemeinde Seeburg., Mecke, Duderstadt 1980
- Mitautor des Buches Faellgieker vom Eichsfaelle - Die neuesten Schnurren., Mecke, Duderstadt 1986